# Physonota puncticollis
Physonota puncticollis là một loài bọ cánh cứng trong họ Chrysomelidae. Loài này được Boroweic miêu tả khoa học năm 1995.